# Eljudne

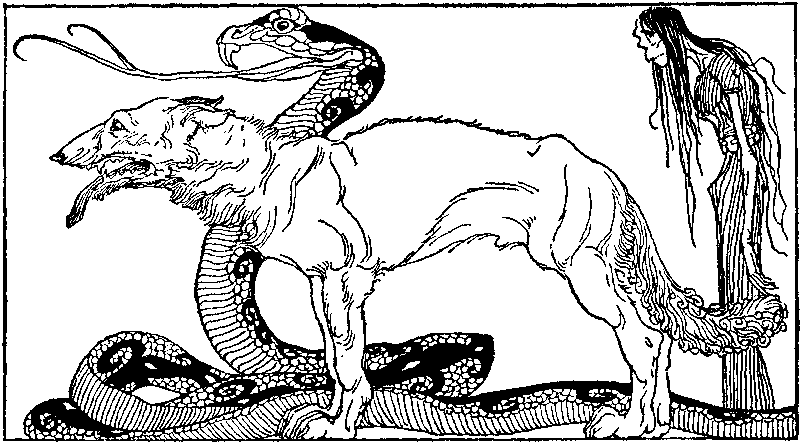
Lokes barn Fenrisulven, Midgårdsormen och Hel. Bild av Willy Pogany, 1920.

Eljudne eller Eljudner (isländska Éljúðnir) är i nordisk mytologi en stor sal i Hels dödsrike i Nifelheim, där Balder vistas efter sin död.

## Källtexterna

### Gylfaginning
I Snorre Sturlassons Gylfaginning, kapitel 34, berättas hur Oden, som förutsåg vilka olyckor som Lokes barn med Angerboda kunde leda till, beslöt att sända dem till platser där de inte skulle göra alltför stor skada. Midgårdsormen störtades i havet, Fenrisulven fjättrades vid klippan Gjöll och Hel kastades ner till Nifelheim i underjorden.
| Hel kastade han i Nifelheim och gav henne makt över nio världar, där hon fick fördela boningar åt dem som sändes till henne, nämligen de som dött av sjukdom eller ålder. Hon har vidsträckta visten med höga stängsel och en stor grind. Eljudne heter hennes sal, Hunger hennes fat, Svält hennes kniv, Gånglate trälen, Gånglata trälinnan, Fallfälla tröskeln vid ingången, Sjukläger sängen, Glänsande Ofärd sängomhänget. Hon är till hälften blåsvart och till hälften hudfärgad, så hon är lätt att känna igen. Hon är framåtböjd och ser grym ut. | Hel kastaði hann í Niflheim ok gaf henni vald yfir níu heimum at hon skipti ǫllum vistum með þeim er til hennar váru sendir, en þat eru sóttdauðir menn ok ellidauðir. Hon á þar mikla bólstaði ok eru garðar hennar forkunnar hávir ok grindr stórar. Éljúðnir heitir salr hennar, Hungr diskr hennar, Sultr knífr hennar, Ganglati þrællinn, Ganglǫt ambátt, Fallanda Forað þreskǫldr hennar er inn gengr, Kǫr sæing, Blíkjanda Bǫl ársali hennar. Hon er blá hálf en hálf með hǫrundar lit—því er hon auðkend—ok heldr gnúpleit ok grimlig. |  |

### Málsháttakvæði
Det mytologiska begreppet Éljúðnir förekommer också i drapan Málsháttakvæði, som troligen skrevs av biskop Bjarne Kolbeinsson på Orkneyöarna omkring år 1200. Dikten rör ett kärlekssvek som författaren drabbats av, och består av versifierade ordspråk, talesätt och mytologiska anspelningar tänkta att ur olika perspektiv belysa författarens olycka. I nionde strofen nämns Friggs sorg vid sonens död: Hermod sänds att återföra honom till de levande, men Eljúðnir – som väl här närmast får betraktas som en metonym för dödsriket – behåller Balder.
Omnämnandet visar att Éljúðnir var ett känt mytologiskt begrepp vid denna tid. (Málsháttakvæði och Snorres Edda är oberoende källor.)

## Namnet
Ordet éljúðnir brukar översättas ”fuktig av regn”, av él (”skur”) och úðnir, av úði (”lätt duggregn”). Översättningen bygger på en neutral grundbetydelse av ordet él, som dock vanligen har innebörden ”hagelskur” eller ”snöby”. I namn, liksom i kenningar, har ordet ofta betydelsen ”storm”, som i Élivágar, ”Stormvågor”.